# Province de Siem Reap
La province de Siem Reap (Siamois abattus en khmer, la capitale étant le lieu d'une victoire de l'Empire khmer sur les Thaïs) est une province du Cambodge. La province est surtout connue comme le site d’Angkor et les ruines du temple d’Angkor Wat, un site du patrimoine mondial de l’UNESCO.

## Subdivisions
Elle comprend 12 districts :
- 1701 Angkor Chum (ville du pourtour, du sanskrit nagara : ville)
- 1702 Angkor Thom (grande ville)
- 1703 Banteay Srei (forteresse glorieuse ou forteresse de Lakshmi, du sanskrit śrī : gloire ; Lakshmi)
- 1704 Chi Kraeng (ancêtre imposant)
- 1706 Kralanh (arbre Dialium cochinchinense (Caesalpinioideae), à fruits comestibles et écorce rouge tinctoriale)
- 1707 Puok (groupe)
- 1709 Prasat Bakong (temple du Crinum asiaticum (Amaryllidacées), plante herbacée à belles fleurs blanches, du sanskrit prāsāda : tour, temple)
- 1710 Siem Reap (Siamois abattus)
- 1711 Soutr Nikom (communauté des shudras, la caste hindouiste des serviteurs, du sanskrit śudra et du pali nigama : petite ville)
- 1712 Srei Snam (concubine, du sanskrit strī : femme, qui donne en khmer le même mot que śrī)
- 1713 Svay Leu (manguiers d'en haut)
- 1714 Varin

## Démographie
|                                            | Siem Reap   | Siem Reap   | Cambodge    | Cambodge    |
| 1998                                       | 2008        | 1998        | 2008        |             |
| Population totale                          | 696 164     | 896 309     | 11 437 656  | 13 388 910  |
| Croissance de la population 1998 - 2008    | 28,7 %      | 28,7 %      | 17 %        | 17 %        |
| Taux de la population rurale               | 85,25 %     | 80,72 %     | 82,29 %     | 80,47 %     |
| Densité                                    | 68 hab./km2 | 87 hab./km2 | 64 hab./km2 | 75 hab./km2 |
| Sex-ratio (Nombre d'hommes pour une femme) | 0,937       | 0,956       | 0,93        | 0,942       |
| Taille moyenne des foyers                  | 5,4 membres | 5 membres   | 5,2 membres | 4,7 membres |